# Dana Andrews
Carver Dana Andrews (ur. 1 stycznia 1909 w  Collins, zm. 17 grudnia 1992 w Los Alamitos) – amerykański aktor, w latach 1963–1965 prezydent Gildii Aktorów Amerykańskich. Był jednym z największych hollywoodzkich gwiazdorów lat 40. XX wieku.

## Życiorys
Urodził się jako Carver Dana Andrews w Collins (Missisipi), jako syn Charlesa Forresta Andrewsa, pastora baptystycznego oraz Annis Speed. Kiedy był gwiazdą Hollywood, publicyści studyjni podali jego datę urodzenia jako rok 1912. Jako trzecie z dziewięciorga dzieci otrzymał imię po profesorach, u których jego ojciec studiował w seminarium teologicznym i był znany jako Dana. Jeden z jego braci występował również pod pseudonimem Steve Forrest.

## Wybrana filmografia
W trakcie swej 46-letniej kariery filmowej wystąpił łącznie w 103 produkcjach filmowych i serialach telewizyjnych.

### Pełnometrażowe
- 1940: Lucky Cisco Kid (western, czas: 67')
- 1940: Sailor's Lady (komedia, 67')
- 1940: Kit Carson (biograficzny, 97')
- 1940: Człowiek z Zachodu (western, 100')
- 1941: Na tytoniowym szlaku (komediodramat, 84')
- 1941: Belle Starr (western, 87')
- 1941: Moczary (kryminał, 88')
- 1941: Ognista kula (komedia, 111')
- 1942: Berlin Correspondent (dramat wojenny, 70')
- 1942: Zdarzenie w Ox-Bow (western, 75')
- 1943: Zanurzenie alarmowe (dramat wojenny, 106')
- 1943: Blask na wschodzie (wojenny, 108')
- 1944: Laura (film noir, 88')
- 1944: Up in Arms (musical, 105')
- 1944: The Purple Heart (dramat wojenny, 99')
- 1944: Wing and a Prayer (wojenny, 97')
- 1945: Upadły anioł (film noir, 98')
- 1945: State Fair (musical, 100')
- 1945: Spacer w słońcu (wojenny, 117')
- 1946: Najlepsze lata naszego życia (dramat wojenny, 170')
- 1946: Canyon Passage (western, 92')
- 1947: Bumerang (film noir, 88')
- 1947: Night Song (melodramat, 102')
- 1947: Daisy Kenyon (melodramat, 99')
- 1948: Żelazna kurtyna (biograficzny, 87')
- 1949: Britannia Mews (melodramat, 90')
- 1950: Where the Sidewalk Ends
- 1951: I Want You
- 1956: Comanche
- 1974: Port lotniczy 1975

### Dokumentalne
- 1943: 7 grudnia (wojenny, czas: 82')